# Liste der Monuments historiques in Saint-Nicodème
Die Liste der Monuments historiques in Saint-Nicodème führt die Monuments historiques in der französischen Gemeinde Saint-Nicodème auf.

## Liste der Bauwerke
| Bezeichnung                            | Beschreibung                  | Standort | Kennzeichnung | Schutzstatus | Datum | Bild           |
| -------------------------------------- | ----------------------------- | -------- | ------------- | ------------ | ----- | -------------- |
| Kirche St-Nicodème, Friedhof und Kreuz | Erbaut im 16./17. Jahrhundert | (Lage)   | PA00089647    | Inscrit      | 1964  | weitere Bilder |

## Liste der Objekte
- Monuments historiques (Objekte) in Saint-Nicodème in der Base Palissy des französischen Kultusministeriums